# 鄧美政
鄧美政（1560年—？），字尚德，號少溟，浙江嚴州府建德縣人，民籍，明朝政治人物。

## 生平
萬曆十年（1582年）壬午科浙江鄉試八十八名，萬曆十四年（1586年）丙戌科會試一百三十名，登三甲第十五名。吏部观政，本年六月任湖廣承天府推官。二十年升南京大理寺評事，二十二年升南刑部主事，二十三年調南兵部主事，本年升员外郎，二十五年升郎中，二十六年六月升福建佥事，二十九年进湖廣右参议，三十一年十月升江西副使、管徽宁道事，三十二年考察調簡，三十五年閏六月調補廣西参议。三十八年升陕西苑馬寺卿，四十一年考察降調。

## 家族
曾祖鄧時弘；祖父鄧濎，曾任生員；父鄧咸和，曾任生員。母邵氏。具庆下。弟美俗、之俊（生员）、美充。